# Letov Š-25
O Letov Š-25 foi um protótipo checoslovaco de avião de treinamento monomotor biplano criado pela Letov, projetado por Alois Šmolík.

## Projeto e desenvolvimento
Na edição de setembro da revista Letectví de 1929, foi informado que a fábrica de aviões militares Letov estava construindo protótipos de um avião de treinamento, denominado Š-25, com um motor Walter Castor com uma produção prevista de 220 aeronaves.
O modelo foi criado de acordo com o Ministério Público de uma nova aeronave para treinamento continuado, afim de substituir os obsoletos Aero A-14. A condição era de que deveria utilizar o motor Hispano-Suiza 8Fb, produzido sob licença pela Škoda desde a década de 1920.
O Š-25 era biplano, com estrutura metálica e coberto com tela. Durante testes comparativos enquanto competia com o Aero A-46 e o Praga BH-41, criados com o mesmo propósito, o Š-25 foi declarado satisfatório, com boas características de voo e pousos e decolagens curtas. No fim, entretanto, o BH-41 venceu a competição, encerrando a produção do modelo. Ainda assim, a Letov recebeu o contrato para a produção em massa do BH-41 (designação militar E-41) para a Força Aérea Checoslovaca.